# شراره دولت‌آبادی
شراره دولت‌آبادی (زادهٔ اردیبهشت ۱۳۴۱ در مشهد) هنرپیشه سینما و تلویزیون اهل ایران است.

## زندگی
شراره دولت‌آبادی متولد ۱۳۴۱ در مشهد است. وی فارغ‌التحصیل رشته اقتصاد است. او فعالیت سینمایی خود را از سال ۱۳۷۸ با فیلم هزاران زن مثل من آغاز کرد. او فعالیت بازیگری خود را از سال ۱۳۷۵ با مهاجرین سبز آغاز کرد و در مجموعه سرزمین سبز به ایفای نقش پرداخت.

### واکنش به درگذشت مهسا امینی
شراره دولت‌آبادی در پی درگذشت مهسا امینی، با انتشار ویدئویی تاسف و ناراحتی خود را از این موضوع ابراز کرد و تلویحاً از خیزش ۱۴۰۱ ایران حمایت کرد. او در جریان اعتراضات ۱۴۰۱ تصویری بدون حجاب از خود در صفحه اینستاگرامش منتشر کرد.

## فیلم‌شناسی

### مجموعه تلویزیونی
| سال  | نام سریال                | کارگردان                  | توضیحات                               |
| ---- | ------------------------ | ------------------------- | ------------------------------------- |
| ۱۳۷۶ | سرزمین سبز               | بیژن بیرنگ مسعود رسام     | شبکه ۲                                |
| ۱۳۷۷ | محاکمه                   | حسن هدایت                 | شبکه ۱ / بازیگر مهمان                 |
| ۱۳۷۸ | جایی که فرشته‌ها می‌خوانند | پرویز حسن پور             | شبکه ۱                                |
| ۱۳۸۰ | باران عشق                | احمد امینی فریدون حسن پور | شبکه تهران                            |
| ۱۳۸۱ | در کنار هم               | فتحعلی اویسی              | شبکه ۱                                |
| ۱۳۸۱ | فرمان                    | مسعود رشیدی               | شبکه ۲                                |
| ۱۳۸۲ | وارث                     | کاظم بلوچی                | شبکه ۱ / پخش در ایام محرم             |
| ۱۳۸۲ | مهمان‌پذیر طوبی           | علی شوقیان                | شبکه ۱ / پخش در نوروز                 |
| ۱۳۸۲ | کلانتر                   | محسن شاه محمدی            | شبکه ۱ / بازی در اپیزود اعتراف        |
| ۱۳۸۴ | کلانتر ۲                 | محسن شاه محمدی            | شبکه ۱ / بازی در اپیزود مسافر خوشبختی |
| ۱۳۸۶ | سرنوشت                   | محمدرضا زهتابی            | شبکه ۱ ۱۹ قسمت                        |
| ۱۳۸۷ | به کجا چنین شتابان       | ابوالقاسم طالبی           | شبکه تهران                            |
| ۱۳۸۸ | گاوصندوق                 | مازیار میری               | شبکه ۳                                |
| ۱۳۸۸ | دفترخانه شماره ۱۳        | سید وحید حسینی            | شبکه ۱ / بازیگر مهمان                 |
| ۱۳۸۸ | ستاره‌های سربی            | محمدرضا آهنج              | شبکه ۲                                |
| ۱۳۹۰ | مثل یک کابوس             | شهرام شاه‌حسینی            | شبکه ۱                                |
| ۱۳۹۱ | یه تیکه زمین             | مهدی کرم پور              | شبکه ۲                                |
| ۱۳۹۱ | تکیه بر باد              | محمود معظمی               | شبکه تهران                            |
| ۱۳۹۴ | آقا و خانم سنگی          | شاهد احمدلو               | شبکه ۳                                |
| ۱۳۹۷ | رقص روی شیشه             | مهدی گلستانه              | شبکه نمایش خانگی در نقش گلی           |
| ۱۳۹۸ | کرگدن                    | کیارش اسدی زاده           | شبکه نمایش خانگی در نقش گیتی          |

### سینمایی
1. قاتل اهلی (۱۳۹۵)
2. قصه پریا (۱۳۸۸)
3. نطفه شوم (۱۳۸۷)
4. پسران آجری (۱۳۸۵)
5. میم مثل مادر (۱۳۸۵)
6. رؤیای خیس (۱۳۸۴)
7. تقاطع (۱۳۸۴ در عنوان بندی نیامده)
8. بید مجنون (۱۳۸۳)
9. دیشب باباتو دیدم آیدا (۱۳۸۳)
10. جوان ایرانی (۱۳۸۲)
11. دو فرشته (۱۳۸۱)
12. ازدواج غیابی (۱۳۷۹)
13. هزاران زن مثل من (۱۳۷۹)

### خواننده
1. جوان ایرانی (۱۳۸۲)